# Nador West Med
Nador West Med (Nador Med) est un futur port marocain de transbordement pétrolier qui sera érigé dans la baie de Betoya, située au niveau de l'estuaire de l'oued Kert, à 30 km à l'ouest de la ville de Nador, dans la région du Rif oriental, au nord-est du Maroc. La composante conteneurs de Nador West Med porte sur une capacité de 3 millions MEV, égalant les capacités de Tanger Med avant les travaux de son agrandissement. L'extension optionnelle du port de Nador West Med est chiffrée à deux millions de MEV, contrairement à l'extension actuelle de Tanger Med qui se trouve en phase de parachèvement aucune date précise n'est avancée concernant le projet d’agrandissement ultérieur de Nador West Med.

## Stratégie
Le projet renforcera encore plus la présence du Maroc sur les voies maritimes internationales qui est déjà passé du 78e rang mondial en 2004 au 33e rang en 2008 au 17e rang en 2011 à la suite de la réalisation de Tanger Med. 
En d'autres termes si le port de Tanger Med a été en mesure d'améliorer fortement la connectivité maritime du Maroc en 5 ans, le lancement de Nador West Med permettrait d'atteindre le top 10 et contribuerait à promouvoir le transport maritime en Méditerranée qui se situe actuellement autour de 20 % du trafic mondial.
Le début du lancement des travaux a certes été initialement annoncé pour 2010 cependant, les études environnementales et sismiques ont pris plus de temps que prévu et le caractère initial du projet s'est vu modifié, en conséquence, d'un port de transbordement exclusivement pétrolier en un port mixte : récupération des importations en charbon du port de Nador Beni Nsar actuel, transbordement pétrolier et conteneurs. L'objectif étant aussi de se montrer complémentaire au port de Tanger Med, c'est pour la même raison que TMSA la société responsable de Tanger Med est entrée à hauteur de 49 % du capital de NWSA la société gestionnaire de Nador West Med.
Le port dans sa première phase sera articulé autour d'une digue principale de protection d’environ 4 200 mètres et d’une contre-digue de 1200 mètres. Il comprendra un terminal hydrocarbure doté de trois postes pétroliers (20 mètres de profondeur) et un terminal charbonnier avec un quai de 360 mètres et une profondeur de 20 mètres. À cela s'ajoutent un terminal divers, un poste roulier et un quai de service. Il est également prévu un terminal à conteneurs avec un quai de 1 520 mètres (profondeur de 18 mètres) et un terre-plein de 76 ha avec la possibilité d’ajouter un quai de 1200 mètres pour conteneurs.
En termes de capacités annuelles, Nador permettra de traiter 25 millions de tonnes d’hydrocarbures, 7 millions de tonnes de charbon et 3 millions de marchandises diverses. Pour la partie conteneur, la projection est de 3 millions de conteneurs EVP avec possibilité d’augmentation de 2 millions supplémentaires

## Positionnement géographique
Cet ensemble portuaire comprendra à terme un grand port en eaux profondes, un pôle énergétique (production, conditionnement, emmagasinement), une plate-forme portuaire dotée de capacités importantes pour le transbordement des conteneurs, l'import-export et le traitement des produits vrac et une plate-forme industrielle intégrée ouverte aux investisseurs nationaux et étrangers, et destinée à abriter les métiers mondiaux du Maroc.
La baie de Betoya constitue un emplacement privilégié pour abriter un développement portuaire de grande ampleur. Ce site présente des avantages multiples, une exposition clémente aux houles, des conditions topographiques et bathymétriques favorables pour la construction des ouvrages, un emplacement privilégié sur les routes maritimes (entre le Canal de Suez et le Détroit de Gibraltar) et la disponibilité du foncier aussi bien public que privé.

## Travaux de construction
L'appel d'offre international de construction du port de Nador West Med est remporté par un consortium constitué par le groupe marocain SGTM, le groupe luxembourgeois JDN et le groupe turc STFA pour 7,61 milliards de dirhams (800 M$). Les travaux commencent en 2016 pour une durée de 60 mois.